# Alfred Schwarzmann
Karl Alfred Markus Schwarzmann, född 22 mars 1912 i Fürth, Tyskland, död 11 mars 2000 i Goslar, Tyskland, var en tysk gymnast och under andra världskriget tjänstgjorde Schwarzmann som major i de tyska fallskärmsjägarna och mottog även den högsta utmärkelsen i Nazityskland, Riddarkorset av Järnkorset.
Han vann tre guldmedaljer och två bronsmedaljer i gymnastik vid olympiska sommarspelen 1936 i Berlin och en silvermedalj i gymnastik vid olympiska sommarspelen 1952 i Helsingfors.